# Coupe de France 2001/02
Der Wettbewerb um die Coupe de France in der Saison 2001/02 war die 85. Ausspielung des französischen Fußballpokals für Männermannschaften. In diesem Jahr meldeten 5.848 Vereine, darunter auch solche aus den überseeischen Besitzungen Frankreichs.
Titelverteidiger Racing Strasbourg kam diesmal bis ins Viertelfinale. Gewinner der Trophäe wurde der Football Club de Lorient bei seiner ersten Finalteilnahme. Endspielgegner Sporting Club de Bastia hingegen stand in seinem dritten Finale nach 1972 und 1981.
Von den unterklassigen Teilnehmern kamen diesmal drei unter die letzten acht Teams, nämlich die Zweitdivisionäre Olympique Nîmes – der auch diese Runde noch überstand – und Vorjahressieger Racing Strasbourg sowie die Amateurelf des FC Libourne-Saint-Seurin aus der höchsten Amateurliga CFA. Außerdem hatte wieder einmal der bretonische Ehrendivisionär (Sechstligist) US Montagnarde aus Inzinzac-Lochrist für Aufsehen gesorgt, der es wie 1999 ins Achtelfinale schaffte und auf dem Weg dorthin nacheinander einen Zweit- und einen Drittligisten ausschalten konnte.
Nach den von den regionalen Untergliederungen des Landesverbands FFF organisierten Qualifikationsrunden griffen ab der Runde der letzten 64 Mannschaften auch die 18 Erstdivisionäre in den Wettbewerb ein. Die Paarungen und das Heimrecht wurden für jede Runde frei ausgelost; allerdings durften diejenigen Vereine ihre Partie automatisch vor eigenem Publikum austragen, die gegen einen mindestens zwei Klassen höher spielenden Gegner antraten. Gelegentlich verzichten jedoch insbesondere Amateurteams gegen Bezahlung auf dieses Recht (so bei dieser Austragung die siebtklassige Elf des FC Saint-Leu-la-Forêt) oder weichen gegen einen attraktiven Gegner in eine größere Stadt aus, wie es beispielsweise die US Montagnarde im Achtelfinale gegen AS Monaco (in Lorient ausgetragen) tat. Bei unentschiedenem Spielstand nach Verlängerung kam es zu einem Elfmeterschießen; Olympique Nîmes musste diese Prozedur in drei seiner vier Hauptrundenpartien durchlaufen.

## Zweiunddreißigstelfinale
Spiele zwischen 14. und 16. Dezember 2001. Die Vereine der beiden professionellen Ligen sind mit D1 bzw. D2 bezeichnet, diejenigen der semiprofessionellen dritten Division mit D3; die landesweiten Amateurspielklassen firmieren als CFA und CFA2, die höchsten regionalen Amateurligen (sechst- bis achthöchste Spielklasse) als DH bzw. DHR („Division d’Honneur“ bzw. „Division d’Honneur (oder Supérieure) Régionale“).
| - AS Nancy D2 – Chamois Niort D2 3:1 n. V. - FC Metz D1 – Grenoble Foot D2 5:0 - HSC Montpellier D1 – FC Martigues D2 3:2 - FC Valenciennes CFA – RC Lens D1 0:1 - HSF Vesoul CFA – AS Monaco D1 2:3 n. V. - FC Trélissac CFA – SC Amiens D2 0:1 - RC La Flèche CFA2 – LB Châteauroux D2 0:1 - US Boulogne D3 – FC Sochaux D1 1:5 n. V. - US Montagnarde DH – SM Caen D2 2:1 - AS Yzeure CFA2 – AS Cannes D3 2:1 - Stade Reims D3 – Racing Paris D3 1:0 - FC Chalon CFA2 – CS Sedan D1 2:3 n. V. - SO Millau DHR – AC Ajaccio D2 0:1 - ES Fréjus CFA – Girondins Bordeaux D1 0:6 - SC Douai CFA2 – FC Lorient D1 1:3 n. V. - SC Bastia D1 – FC Nantes D1 3:1 | - Olympique Marseille D1 – FC Saint-Leu DHR 2:0 - CS Louhans-Cuiseaux D3 – AS Saint-Étienne D2 1:0 n. V. - US Saint-Malo CFA2 – Olympique Lyon D1 0:6 - RC Strasbourg D2 – UC Le Mans D2 3:2 n. V. - Le Havre AC D2 – Olympique Nîmes D2 0:0 n. V. (3:5 i. E.) - FC Issy-les-Moulineaux DHR – CS Avion CFA 2:1 n. V. - FC Tours CFA – EA Guingamp D1 2:2 n. V. (1:4 i. E.) - ES Troyes AC D1 – OGC Nizza D2 0:0 n. V. (2:0 i. E.) - FC Libourne-Saint-Seurin CFA – OSC Lille D1 2:0 - SC Balma CFA – Stade Rennes D1 0:1 n. V. - AS Saint-Priest CFA – AJ Auxerre D1 0:0 n. V. (5:3 i. E.) - VF Fontenay-le-Comte CFA – Stade Laval D2 0:1 - La Roche VF D3 – Clermont Foot D3 1:0 n. V. - AFC Aurillac CFA – US Changé CFA2 1:3 n. V. - Stade Luçon DH – Paris Saint-Germain D1 0:2 - SR Creutzwald CFA2 – US Lusitanos Saint-Maur D3 0:0 n. V. (1:3 i. E.) |

## Sechzehntelfinale
Spiele am 19., 26. und 30. Januar 2002
| - RC Lens D1 – Olympique Marseille D1 0:1 - AS Monaco D1 – HSC Montpellier D1 2:1 - Stade Rennes D1 – FC Lorient D1 1:2 - AS Saint-Priest CFA – AS Nancy D2 0:2 - CS Sedan D1 – AC Ajaccio D2 1:0 - SC Bastia D1 – FC Sochaux D1 2:1 n. V. - US Changé CFA2 – Stade Reims D3 0:3 - Olympique Lyon D1 – LB Châteauroux D2 0:2 | - RC Strasbourg D2 – ES Troyes AC D1 1:0 n. V. - FC Issy-les-Moulineaux DHR – SC Amiens D2 0:1 - FC Libourne-Saint-Seurin CFA – FC Metz D1 2:1 n. V. - US Montagnarde DH – La Roche VF D3 4:2 - AS Yzeure CFA2 – Paris Saint-Germain D1 0:1 - Stade Laval D2 – Olympique Nîmes D2 0:0 n. V. (3:5 i. E.) - CS Louhans-Cuiseaux D3 – EA Guingamp D1 2:0 - US Lusitanos Saint-Maur D3 – Girondins Bordeaux D1 2:0 |

## Achtelfinale
Spiele am 9./10. Februar 2002
| - SC Bastia D1 – AS Nancy D2 2:0 - Stade Reims D3 – CS Sedan D1 1:1 n. V. (3:4 i. E.) - US Montagnarde DH – AS Monaco D1 0:1 - SC Amiens D2 – Olympique Nîmes D2 0:2 | - FC Libourne-Saint-Seurin CFA – LB Châteauroux D2 2:0 - Paris Saint-Germain D1 – Olympique Marseille D1 1:1 n. V. (7:6 i. E.) - CS Louhans-Cuiseaux D3 – FC Lorient D1 2:2 n. V. (5:6 i. E.) - RC Strasbourg D2 – US Lusitanos Saint-Maur D3 2:1 n. V. |

## Viertelfinale
Spiele am 9./10. März 2002
| - FC Libourne-Saint-Seurin CFA – SC Bastia D1 0:1 - Olympique Nîmes D2 – AS Monaco D1 1:1 n. V. (3:1 i. E.) | - CS Sedan D1 – RC Strasbourg D2 1:0 - Paris Saint-Germain D1 – FC Lorient D1 0:1 |

## Halbfinale
Spiele am 30. bzw. 31. März 2002
| - SC Bastia D1 – CS Sedan D1 1:0 n. V. | - FC Lorient D1 – Olympique Nîmes D2 1:0 |

## Finale
Spiel am 11. Mai 2002 im Stade de France von Saint-Denis vor 60.215 Zuschauern
- FC Lorient – SC Bastia 1:0 (1:0)

### Mannschaftsaufstellungen
FC Lorient: Sébastien Hamel – Loïc Druon (Pascal Delhommeau, 64.), Richard Martini, Anthony Gauvin, Pape Malick Diop , Ulrich Le Pen – Pascal Bedrossian (Nicolas Esceth-N'Zi, 84.), Seydou Keita, Pascal Feindouno – Jean-Claude Darcheville, Éli Kroupi (Johan Cavalli, 58.)
Trainer: Yvon Pouliquen
SC Bastia: Ali Boumnijel – Cédric Uras, Ousmane Soumah, Frédéric Mendy, Christophe Deguerville (Nicolas Dieuze, 53.) – Lilian Nalis, Fabrice Jau, Michael Essien, Cyril Jeunechamp  (Patrick Beneforti, 76.) – Prince Daye (Demetrius Ferreira, 86.), Tony Vairelles
Trainer: Robert Nouzaret
Schiedsrichter: Éric Poulat (Lyon)

### Tore
1:0 Darcheville (41.)

### Besondere Vorkommnisse
Trainer Yvon Pouliquen verteidigte als einziger die Coupe, die er auch schon im Vorjahr gewinnen konnte, als er in gleicher Funktion Racing Strasbourg betreute. Es gab eine weitere Parallele: wie mit den Elsässern musste er als Pokalsieger nach Saisonende auch mit den Bretonen in die zweite Liga absteigen. Als Spieler hingegen hatte er das Endspielstadion 1995 als Verlierer verlassen müssen, blieb dafür aber auch in der anschließenden Spielzeit in der ersten Division.
Dem Komiker Rémi Gaillard glückte am 11. Mai ein Bubenstreich: Beim Schlusspfiff gelang es ihm, sich auf den Rasen des Stade de France zu begeben, wo er – gekleidet im orangefarbenen Dress des FC Lorient – zusammen mit den echten Spielern die Ehrenrunde absolvierte. Er kam sogar bei der Übergabezeremonie mit auf die Ehrentribüne, wo Staatspräsident Jacques Chirac auch ihm die Hand schüttelte und er den Pokal jubelnd gen Himmel recken konnte.